# 電子殻
電子殻（、英: electron shell）は、ボーアの原子模型において、原子核を取り巻く電子軌道の集まりをいう。言わば電子の収容場所のことで、それにいかに電子が入っているかを示すのが電子配置である。実際の電子軌道は必ずしも球状ではなく、このモデルも厳密には正確ではない。しかし、原子に束縛された電子の状態を理解する上で重要なモデルである。

## 概要
電子殻は主量子数 {\displaystyle n=1,2,3,\cdots } ごとに複数の層を構成しているとみなされ、エネルギー準位の低い方からK殻・L殻・M殻・N殻・O殻・P殻…と呼ばれている。電子殻それぞれに入ることのできる電子の数は {\displaystyle 2n^{2}} 個に等しい。ここで示す電子収容数はあくまで計算値であり、各電子殻上で32個より多く電子をもつ原子は発見されていない。
電子殻は一つ以上の「小軌道」(electron subshell) より構成され、各小軌道での電子収容数の和がその電子殻での収容数となる。次節参照。
電子は、量子数の小さい電子殻から順に入ることになっている。このため電子殻の数は、元素によってそれぞれ異なり、元素の周期を決定する要素となる。それぞれの原子の最も外側の電子殻の電子を最外殻電子ともいい、希ガスを除きしばしば価電子の役割をする。
- 電子殻のアルファベットがKから始まるのは、発見当初はまだこれより小さい殻があると考えられていたため、10個分の予約を確保し、11個目のKがあてられた。しかし、K殻よりも小さい殻は発見されなかった。

- 英版（英語圏）では電子殻を数字で表示し、ローマ字表示もされると記述されている。（"1 shell"（K殻）、 "2 shell"（L殻）、 "3 shell"（M殻）、・・・。）

| 殻  | 主量子数 n | 電子数 2n2 | 小軌道                                    |
| --- | ---------- | ---------- | ----------------------------------------- |
| K殻 | 1          | 2          | 1s (2)                                    |
| L殻 | 2          | 8          | 2s+2p (2+6)                               |
| M殻 | 3          | 18         | 3s+3p+3d (2+6+10)                         |
| N殻 | 4          | 32         | 4s+4p+4d+4f (2+6+10+14)                   |
| O殻 | 5          | 50         | 5s+5p+5d+5f+5g (2+6+10+14+18)             |
| P殻 | 6          | 72         | 6s+6p+6d+6f+6g+6h (2+6+10+14+18+22)       |
| Q殻 | 7          | 98         | 7s+7p+7d+7f+7g+7h+7i (2+6+10+14+18+22+26) |

しかし、実際に周期表としてまとめられている元素の電子配置においては、電子殻内の電子数は、以下のような形でしか確認されていない。
（太字（d軌道、f軌道）は、余剰部分として、電子の充填が後の周期へと後回しにされる軌道。d軌道は1周期後、f軌道は2周期後に充填される。d軌道は主に1周期後のDブロック元素（遷移元素）の部分を、f軌道は主に2周期後のFブロック元素（ランタノイド・アクチノイド）の部分を担う。）
| 周期    | 殻  | 電子数 | 小軌道                  |
| ------- | --- | ------ | ----------------------- |
| 第1周期 | K殻 | 2      | 1s (2)                  |
| 第2周期 | L殻 | 8      | 2s+2p (2+6)             |
| 第3周期 | M殻 | 18     | 3s+3p+3d (2+6+10)       |
| 第4周期 | N殻 | 32     | 4s+4p+4d+4f (2+6+10+14) |
| 第5周期 | O殻 | 32     | 5s+5p+5d+5f (2+6+10+14) |
| 第6周期 | P殻 | 18     | 6s+6p+6d (2+6+10)       |
| 第7周期 | Q殻 | 8      | 7s+7p (2+6)             |

## 小軌道
英語でelectron subshellといい、「小軌道」、「副電子殻」、「亜殻」と言われる。ここでは本項目である「電子殻」と区別しやすくするため「小軌道」と表記する。小軌道は電子殻を構成する電子軌道の集まりで、エネルギー準位の低い内側のs軌道から始まり、p、d、f、g軌道と続く。各小軌道の電子容量の和がその電子殻の電子容量となる。K殻ではs軌道の2個のみ、L殻ではs軌道の2個とp軌道の6個の計8個、M殻ではs軌道の2個、p軌道の6個、d軌道の10個の合計の18個となる。
| 小軌道 | 方位量子数 | 電子数 | 名前の由来  |
| ------ | ---------- | ------ | ----------- |
| s軌道  | 0          | 2      | sharp       |
| p軌道  | 1          | 6      | principal   |
| d軌道  | 2          | 10     | diffuse     |
| f軌道  | 3          | 14     | fundamental |
| g軌道  | 4          | 18     | fの次       |
| h軌道  | 5          | 22     | gの次       |
| i軌道  | 6          | 26     | hの次       |

## 電子の収容順

増成原理（Aufbau principle）電子の各電子殻の各軌道への収容順。上からK(=1)、L(=2)、M(=3)、N(=4)、O(=5)、P(=6)殻

高位の「電子殻」の低位の「小軌道」のエネルギー準位は、低位の「電子殻」の高位の「小軌道」より低くなっており、そちらへ先に電子が収容される。これを構造原理という。右図の3行目のM殻ではp軌道（3p）に電子が入ると、次はd軌道（3d）では無くN殻のs軌道（4s）へ電子が入る。その後でM殻のd軌道（3d）へ戻る。以降 3d - 4p - 5s - 4d - 5p - 6sと続いていく。ただし第4周期以降では例外もある。詳細は電子配置を参照。
例えるなら、近くの建物の3階へ引っ越すより、遠い建物の1階へ入居するほうが簡単という事である。これがO殻、P殻に32個より多くの電子を持つ元素が見つかっていない理由でもある。
2012年の時点で発見が報告されている（未公認を含む）元素は、右図の小軌道6dおよび7sを満たし、7pに電子を収容している元素である。